# Зелёный дом (фильм)
«Зелёный дом» — советский фильм 1964 года режиссёра Андрея Фролова по повести «Тонкомер» Бориса Можаева.

## Сюжет
Придя со службы в армии, моряк Евгений Силаев с молодой женой едет в Сибирь, работать в один из леспромхозов. Здесь он сталкивается с делячеством начальства, ради премий ведущего хищническое истребление леса. Видя, что тайгу не столько рубят, сколько губят, вступает в борьбу за сохранение природного богатства. При этом он не находит понимания у жены и её родителей, живущиих нетрудовыми доходами. Жена зовёт его уехать в город, и сама в итоге покидает мужа. Честный, не способный на сделку с совестью Силаев остаётся один, но вскоре у него появляются соратники.

## В ролях
- Владимир Селезнёв — Евгений Силаев
- Долорес Столбова — Наташа, жена Евгения Силаева
- Даниил Нетребин — Фёдор Гаврилович Анисимов, бригадир лесорубов
- Адольф Ильин — Николай Митрофанович Редькин, начальник лесопункта
- Ольга Левашова — Варя, стряпуха
- Павел Хромовских — Семён Иванович Ефименко, знатный лесоруб, бригадир, передовик
- Борис Мезрин — Селиванов, лесоруб, отец Мани
- Борис Тарабакин — Ёлкин, лесоруб, приятель Ефименко
- Елена Максимова — Марфа Николаевна, мать Наташи и Оли
- Маргарита Буторина — Оля, сестра Наташи
- Надя Гордиевич — Маня, дочь Селиванова
- Галина Самакаева — Настасья
- Василий Макаров — человек в куртке, попутчик Евгения Силаева на катере
- Михаил Буйный — директор леспромхоза
- Виктор Саитов — лесоруб

## Литературная основа
Фильм снят по сценарию Бориса Можаева — его дипломной работы как выпускника ВКСР, и основан на его же дебютной повести «Тонкомер», впервые опубликованной в журнале «Дальний Восток» в 1956 году, хотя, по словам самого Можаева, сценарий был сильно «выправлен» редактурой.

## Места съёмок
Фильм снимался летом 1963 года на реке Уфа, в посёлке Красный Ключ, а также в Яман-Порте и в верхнем бьефе Павловской ГЭС.

## Прокат
В кинопрокате СССР 1964 года фильм занял 46-ю строчку, его посмотрели 11 300 000 зрителей.